# Northumberland
Northumberland (Nederlands, verouderd: Noord-Humberland) is sinds 1 april 2009 een unitary authority en een district in de Engelse regio North East England en het is een ceremonieel graafschap; het telt 319.030 inwoners. De oppervlakte bedraagt 5.014 km². Hoofdplaats is Morpeth.

## Demografie
Van de bevolking is 17,6% ouder dan 65 jaar. De werkloosheid bedraagt 3,8% van de beroepsbevolking (cijfers volkstelling 2001).
Het aantal inwoners steeg van ongeveer 305.500 in 1991 naar 307.190 in 2001.

## Overzicht districten
| Lokaal bestuurde gebieden en plaatsen | Lokaal bestuurde gebieden en plaatsen |
| Nr.                                   | District                              |
| ------------------------------------- | ------------------------------------- |
| 1                                     | Blyth Valley                          |
| 2                                     | Wansbeck                              |
| 3                                     | Castle Morpeth                        |
| 4                                     | Tynedale                              |
| 5                                     | Alnwick                               |
| 6                                     | Berwick-upon-Tweed                    |

| Detailkaart |
| ----------- |
|             |

## Plaatsen
- Bedlington
- Seahouses

## Civil parishesin district Northumberland
Acklington, Acomb, Adderstone with Lucker, Akeld, Allendale, Alnham, Alnmouth, Alnwick, Alwinton, Amble by the Sea, Ancroft, Ashington, Bamburgh, Bardon Mill, Bavington, Beadnell, Belford, Bellingham, Belsay, Berwick-upon-Tweed, Bewick, Biddlestone, Birtley, Blanchland, Blyth, Bowsden, Branxton, Brinkburn, Broomhaugh and Riding, Broomley and Stocksfield, Bywell, Callaly, Capheaton, Carham, Cartington, Chatton, Chillingham, Chollerton, Choppington, Coanwood, Corbridge, Cornhill-on-Tweed, Corsenside, Cramlington, Craster, Cresswell, Denwick, Doddington, Duddo, Earle, Easington, East Bedlington, East Chevington, Edlingham, Eglingham, Ellingham, Ellington and Linton, Elsdon, Embleton, Ewart, Falstone, Featherstone, Felton, Ford, Glanton, Greenhead, Greystead, Haltwhistle, Harbottle, Hartburn, Hartleyburn, Hauxley, Haydon, Healey, Hebron, Heddon-on-the-Wall, Hedgeley, Hedley, Henshaw, Hepple, Hepscott, Hesleyhurst, Hexham, Hexhamshire, Hollinghill, Holy Island, Horncliffe, Horsley, Humshaugh, Ilderton, Ingram, Kielder, Kilham, Kirknewton, Kirkwhelpington, Knaresdale with Kirkhaugh, Kyloe, Lesbury, Lilburn, Longframlington, Longhirst, Longhorsley, Longhoughton, Lowick, Lynemouth, Matfen, Meldon, Melkridge, Middleton, Milfield, Mitford, Morpeth, Netherton, Netherwitton, Newbiggin by the Sea, Newbrough, Newton-by-the-Sea, Newton-on-the-Moor and Swarland, Norham, North Sunderland, Nunnykirk, Ord, Otterburn, Ovingham, Ovington, Pegswood, Plenmeller with Whitfield, Ponteland, Prudhoe, Rennington, Rochester, Roddam, Rothbury, Rothley, Sandhoe, Seaton Valley, Shilbottle, Shoreswood, Shotley Low Quarter, Simonburn, Slaley, Snitter, Stamfordham, Stannington, Tarset, Thirlwall, Thirston, Thropton, Togston, Tritlington and West Chevington, Ulgham, Wall, Wallington Demesne, Warden, Wark, Warkworth, West Allen, West Bedlington, Whalton, Whittingham, Whittington, Whitton and Tosson, Widdrington Station and Stobswood, Widdrington Village, Wooler, Wylam.